# 第一马克尔军团
第一马克尔军团（英語：Legio I Macriana liberatrix）古罗马军队建制名称。于公元68年建立，四帝之年时期该军团被解散。曾长期活动于古罗马所统治的北非地区，具有重要地影响与积极意义。